# 김혁민
김혁민(金爀民, 1987년 5월 24일 ~ )은 전 KBO 리그 한화 이글스의 투수이다.

## 한화 이글스시절
2007년 2차 1라운드 지명을 받아 입단하였다. 입단 초기 주로 중간 계투로 등판했으나, 2009년부터는 선발 투수로 등판했다. 2010년에는 어깨 부상으로 일찍 시즌을 접고 재활했다. 2011년 5월 27일 두산전에서 1점차로 이기고 있을 때 등판해 아웃카운트 2개를 실점없이 잡아내며 팀의 승리를 지켰고, 이것은 그의 데뷔 첫 세이브였다. 2012년 6월 5일 롯데전에서 데뷔 첫 완투 승을 기록했다.
이승엽이 그를 상대하기 까다로운 투수 중 한 명이라고 밝히기도 했다.
2018년 10월 25일에 재계약불가 통보받고 방출되었다.

## 출신 학교
- 군산남초등학교
- 군산남중학교
- 성남서고등학교
- 영남사이버대학교

## 연봉
- 2007년 2,000만원
- 2008년 2,100만원
- 2009년 3,600만원
- 2010년 4,200만원
- 2011년 3,400만원[7]
- 2012년 6,400만원
- 2013년 1억 1,400만원[8]
- 2014년 1억 1,400만원[9]

## 배우자
- 쇼호스트 '한수연' (2017년 ~ 현재)

## 통산 기록
| 연도 | 팀명  | 평균자책점 | 경기 | 완투 | 완봉 | 승 | 패 | 세 | 홀 | 승률  | 타자 | 이닝  | 피안타 | 피홈런 | 볼넷 | 사구 | 탈삼진 | 실점 | 자책점 |
| ---- | ----- | ---------- | ---- | ---- | ---- | -- | -- | -- | -- | ----- | ---- | ----- | ------ | ------ | ---- | ---- | ------ | ---- | ------ |
| 2007 | 한화  | 5.40       | 2    | 0    | 0    | 0  | 0  | 0  | 0  | 0.000 | 8    | 1.2   | 2      | 0      | 0    | 1    | 2      | 1    | 1      |
| 2008 | 한화  | 4.55       | 33   | 0    | 0    | 4  | 5  | 0  | 0  | 0.444 | 292  | 65.1  | 70     | 7      | 31   | 3    | 34     | 36   | 33     |
| 2009 | 한화  | 7.87       | 33   | 0    | 0    | 8  | 14 | 0  | 0  | 0.364 | 575  | 116.2 | 160    | 24     | 64   | 17   | 85     | 107  | 102    |
| 2010 | 한화  | 6.92       | 9    | 0    | 0    | 0  | 4  | 0  | 0  | 0.000 | 189  | 40.1  | 36     | 7      | 37   | 3    | 21     | 32   | 31     |
| 2011 | 한화  | 4.97       | 26   | 0    | 0    | 5  | 13 | 1  | 0  | 0.278 | 561  | 128.2 | 132    | 18     | 56   | 2    | 109    | 78   | 71     |
| 2012 | 한화  | 4.06       | 32   | 1    | 0    | 8  | 9  | 0  | 1  | 0.471 | 612  | 146.1 | 137    | 9      | 45   | 9    | 102    | 69   | 66     |
| 2013 | 한화  | 5.40       | 42   | 0    | 0    | 5  | 10 | 0  | 11 | 0.333 | 635  | 146.2 | 142    | 25     | 60   | 12   | 96     | 93   | 88     |
| 2014 | 한화  | 11.15      | 17   | 0    | 0    | 0  | 4  | 1  | 2  | 0.000 | 161  | 30.2  | 55     | 8      | 17   | 0    | 22     | 39   | 38     |
| 통산 | 8시즌 | 5.72       | 194  | 1    | 0    | 30 | 59 | 2  | 14 | 0.337 | 3033 | 676.1 | 734    | 98     | 310  | 47   | 471    | 455  | 430    |